# Céline Knidler
Céline Knidler, née le 26 décembre 1983 à Paris, est une écrivaine et journaliste reporter d'images française.

## Biographie
Céline Knidler passe son enfance à Paris, elle y effectue ses études en lettres modernes à l'Université Paris-Sorbonne, complétées par une formation de journaliste à l'Université François Rabelais de Tours.
Son amour de Paris et sa passion pour l'histoire marquent son écriture.